# محمد عبد الله بن عثيمين
محمد بن عبد الله بن عثيمين (1270 هـ - 1363 هـ = 1854 - 1944) شاعر سعودي، من شعراء نجد، وهو من أعاد إحياء الشعر الفصيح في قلب الجزيرة العربية. وصاحب البيت الشعري الشهير الذي قال فيه: " العز والمجد في الهندية القضبِ.. لا في الرسائل والتنميق للخُطبِ"، وهو مطلع لقصيدة نظمها إثر دخول الملك عبد العزيز آل سعود إلى الأحساء عام 1913م.

## نشأته
أدرك ابن عثيمين بضع عشرة سنة من قيام المملكة العربية السعودية، ولد في بلدة السلمية بمحافظة الخرج جنوب منطقة الرياض، نشأ فيها يتيمًا عند أخواله، ودرس القرآن الكريم والعلوم الشرعية في حلقات المساجد، وبعد كبره ارتحل لطلب العلم في عدد من البلدان السعودية.

## شاعريته
يعد ابن عثيمين باعث الشعر الفصيح في منطقة نجد، وذلك بعد أن ضعف الشعر الفصيح فيها فترة زمنية طويلة. ويرى كثير من الباحثين أن ماقام به ابن عثيمين من بعث الشعر العربي الفصيح وتخليصه من التصنع والتكلف يشبه ما قام به البارودي في مصر. وتقديرًا لما قام به ابن عثيمين، فقد تم تكريمه (ضمن تكريم الأدباء المتوفين) في عام 1394هـ/1974م في مؤتمر الأدباء السعوديين الأول المنعقد بمكة المكرمة.
اتخذ ابن عثيمين من الشعر وسيلة لطلب العطاء، وارتحل من أجل ذلك إلى البحرين وقطر ومدح أمراؤها، وحظي عندهم بمكانة سامية، فضلاً عن مدحه للملك عبدالعزيز وخاصة أنه شهد بدايات توحيد مناطق المملكة العربية السعودية تحت حكمه.
قرأ ابن عثيمين في الشعر العربي الفصيح قراءة مكثفة، فحفظ الكثير من القصائد؛ حتى تأثر شعره، كما قام بشرح قصيدته النونية في مدح الملك عبد العزيز ، مما يدل على قوة لغته وثقافته اللغوية والتاريخية. وإلى جانب الشعر الفصيح كان لابن عثيمين شعر عامي. واعتزل ابن عثيمين في آخر أيام حياته وتفرغ للعبادة.

## ديوانه
جمع سعد بن رويشد ما وجد من أشعار ابن عثيمن في ديوان أسماه: (العقد الثمين من شعر محمد بن عثيمين)، وحوى قصائده المنظومة بين عامي 1320-1355هـ، ويحتوي الديوان على قصائد ابن عثيمين في مدح الملك عبد العزيز والملك سعود، وحاكمي البحرين وقطر، بالإضافة إلى مقدمات القصائد النثرية التي كتبها ابن عثيمين بنفسه.

## مؤلفات عن شعره
- ابن عثيمين رائد الشعر الحديث في نجد، عبد العزيز الفريح، رسالة دكتوراه في منشوره، كلية اللغة العربية، جامعة الأزهر، 1379هـ/1977م.
- شعر ابن عثيمين: دراسة في المضمون والشكل، محمود محمد بركات، دار كاظمة للنشر والترجمة والتوزيع، الكويت، الطبعة الأولى، 1405هـ/1985م.[5]
- أقيمت حول سيرته وشعره ندوات كان منها احتفاء إمارة منطقة القصيم بهذه الشخصية 5ديسمبر 2022 بقصر التوحيد [7] وقدم فيها الأكاديمي أ.د. ناصر الرشيد والأكاديمي د. عبدالله بن حمود الفوزان قراءة حول سيرته وشعره.[8] كما قدم مركز السلمية بالخرج عبر دارة الملك عبدالعزيز ندوة احتفاء بالشاعر على شرف محافظ الخرج [9]

## وصلات خارجية
- شاعر نجد الكبير محمد بن عبد الله بن عثيمين